# Via Calepina
Via Calepina è una delle vie del centro storico della città di Trento, in Trentino. 

## Storia

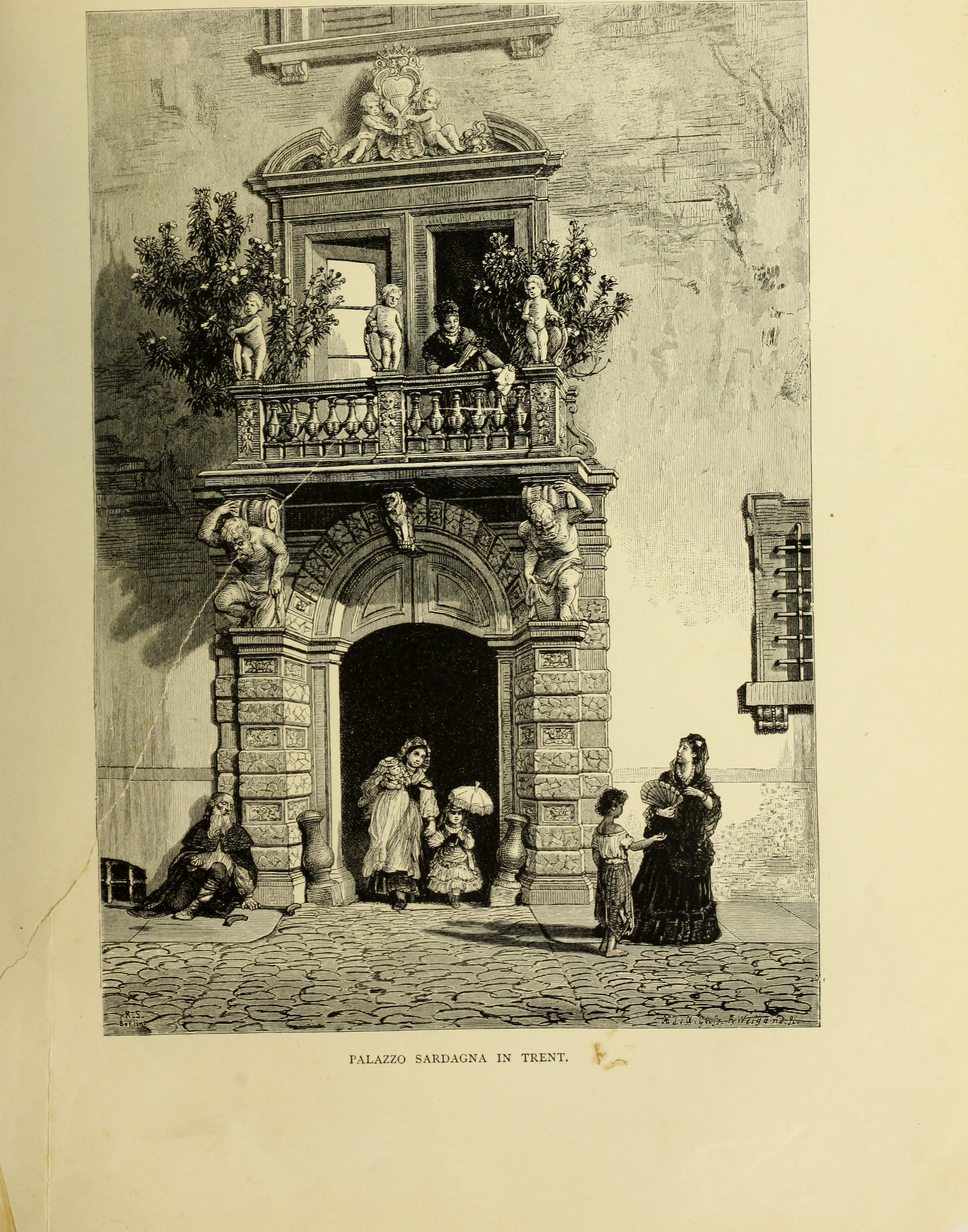
Palazzo Sardagna in via Calepina in una stampa del 1877

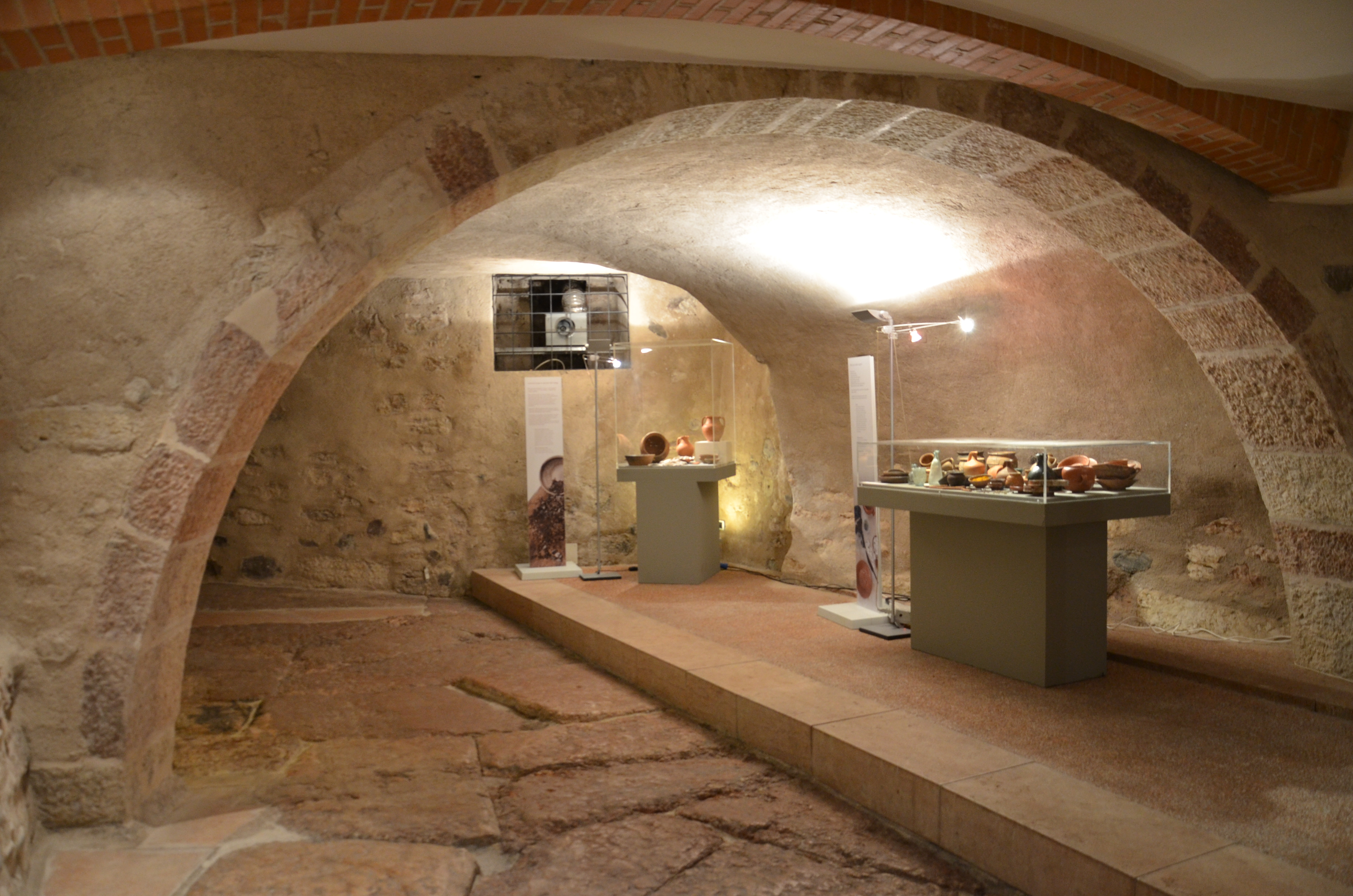
Area archeologica di palazzo Lodron

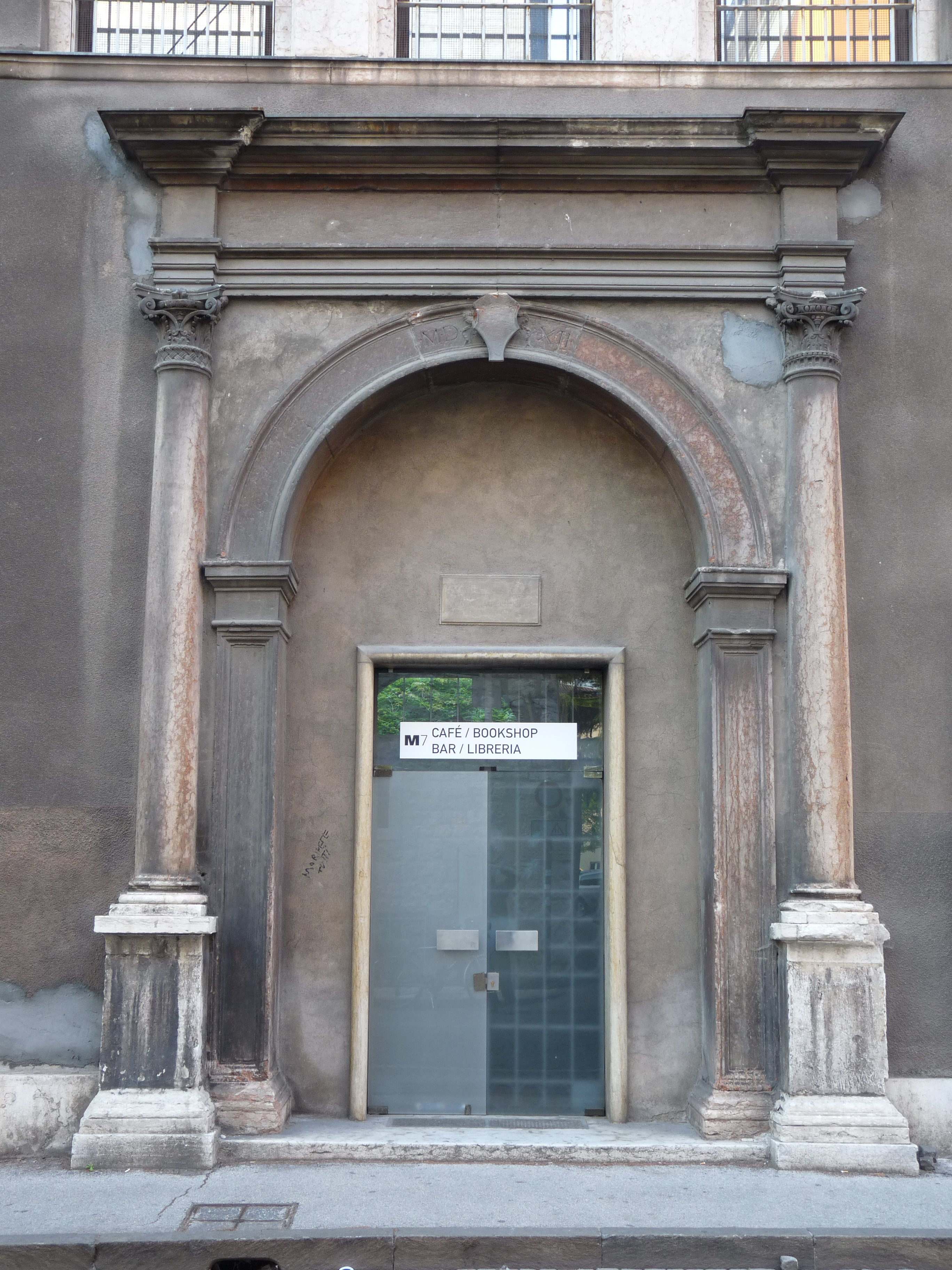
Resti del portale di palazzo a Prato

La via, che unisce l'area cittadina attorno a piazza Duomo con i quartieri orientali, crebbe d'importanza con la costruzione dei suoi principali edifici risalenti al XV e XVI secolo.

## Descrizione
La via si trova nel centro storico cittadino e si allontana dalla piazzetta dove si trova l'abside del duomo di Trento per arrivare con percorso da occidente a oriente al largo Porta Nuova.

## Monumenti e luoghi d'interesse
- Palazzo Calepini, in via Calepina 1. La dimora nobiliare risale al XV secolo.[5]
- Palazzo della Camera di Commercio di Trento.
- Palazzo Sardagna, in via Calepina 14. Dal 1975 al 2013 sede del Museo tridentino di scienze naturali e in seguito sede del rettorato dell'Università degli Studi di Trento.[6]
- Palazzo a Prato, in via Calepina 16. In gran parte distrutto da un incendio nel 1845 è stato definitivamente demolito all'inizio del XX secolo incorporando alcuni elementi nel palazzo delle Poste.
- Palazzo delle Poste, che si affaccia su piazza Alessandro Vittoria.[7]
- Palazzo Lodron, in via Calepina 50. L'aspetto esterno è relativamente dimesso ma gli interni conservano un ciclo pittorico tra i più importanti della seconda metà del XVI secolo in Trentino.[8]